# Canon PowerShot G9
Powershot G7 Powershot G10
Le PowerShot G9 est un appareil photographique numérique compact fabriqué par Canon, sorti en août 2007.
Il se distingue de son prédécesseur, le G7, par le support du format RAW, une définition supérieure et un écran LCD plus grand.

## Caractéristiques
- Type de capteur : CCD ; taille du capteur : 1/1,7"
- Nombre de pixels : 12,5 millions de pixels, 12,1 millions effectifs
- Taille d'image (définition) :
  - L : 4000 × 3000
  - M1 : 3264 × 2448
  - M2 : 2592 × 1944
  - M3 : 1600 × 1200
  - S : 640 × 480
  - W : 4000 × 2248
- Objectif :
  - Zoom optique 6× stabilisé 7.4 - 44.4 mm
  - 35 - 210 mm (équiv. 35 mm)
  - Ouverture maximale 	f2.8 - f4.8
- LCD : TFT 3" de 230 000 pixels
- Sensibilité : Auto, 80, 100, 200, 400, 800, 1600 et High Auto ISO
- Posemètre : Matricielle, Pondérée centrale ou Spot
- Balance des blancs : Auto, Jour, Nuageux, Fluorescent, Fluorescent H, Tungstène, Flash, Sous-marin et Perso
- Modes d'exposition : P, S, A, M et programmes résultats
- Mise au point : 9 points AiAF, 1 point centré ou mobile + reconnaissance de visage
- Obturateur : Mécanique + Électronique
- Vitesse : 15 - 1/2500 secondes avec réduction du bruit à moins de 1,3 s
- Compensation d'exposition : ± 2 EV en incréments de 1/3 EV
- Viseur : Optique, 80 % de l'image + correction dioptrique
- Modes Flash : Auto, On, Off, Réduction d'yeux rouges, synchro premier et second rideau
- Compensation au flash : ± 2 EV en incréments de 1/3 EV
- Portée du flash : Grand angle : 0.5 - 4 m (1.6 - 13.1') Télé : 0.5 - 2.5 m (1.6 - 8.2')
- Retardateur :	10 s, 2 s et Perso
- Délai entre deux photos (haute définition) : une seconde entre 1re et 2e
- Démarrage : deux secondes
- Sortie vidéo : NTSC ou PAL
- USB : USB 2.0 High Speed
- Mémoire : SD (Secure Digital) / SDHC (Secure Digital High Capacity)/ Carte MMC / MMCplus / HC MMCplus
- Formats image : JPEG, RAW, AVI avec son
- Capacité en images (carte SD de 32 Mo) :
  - L = 6
  - M1 = 10
  - M2 = 14
  - M3 = 28
  - S = 109
  - W = 9
- Dimensions : Largeur 106,4 mm (4.2") - Hauteur 71,9 mm (2.8") - Profondeur 42,5 mm (1.7")
- Poids : 320 g (11.3 oz) boîtier seul
- Alimentation : Accumulateur lithium-ion NB-2LH
- Kit : Appareil, Sangle de cou, Batterie, Chargeur, Carte de 32 Mo SD, câbles USB et a/V, CD-ROM

## Le PowerShot G9 en action
La plage des vitesses disponibles va de 15 s à 1/2500 s. Par contre, toutes ces vitesses ne sont pas disponibles dans tous les modes. Les modes automatiques et priorité à l'ouverture ne permettent pas de d'utiliser des temps de pose supérieurs à 1 seconde. Pour aller au-delà, il faut passer en mode priorité à la vitesse (Mode Tv).
Dans les autres modes que Tv, lorsque l'ouverture sélectionnée impliquerait un temps de pose supérieur à 1 s, le symbole 1" clignote en rouge sur l'écran et l'image apparaît nettement sous-exposée. Pour corriger l'exposition, il faut changer les paramètres de sensibilité, d'ouverture ou, comme mentionné ci-dessus, passer en mode Tv.